# 付雪洁
付雪洁（1987年10月22日—），湖北枣阳人，武汉爱尔眼科医院视光医师，国家二级视光师。其亡夫为武汉市中心医院眼科医生李文亮。

## 生平
2006年考入湖北医药学院，学习临床医学专业。2010年毕业，同年12月成为武汉爱尔眼科医院的一名眼科医生。在医院实习期间，她与同行李文亮相识，两人后来结为夫妻。
2020年2月7日，其夫李文亮因感染2019冠状病毒病逝世。她通过新闻得知丈夫的死讯，心情一直处于低落状态。当天，爱尔眼科将她列入“爱尔员工关爱计划”，资助其子女的学费及生活津贴。次日下午，她在个人微博发表声明称，自己未发布任何性质的求助信息，也未授权其他人员发布相关信息或接受捐助，新浪微博证实发帖人来自中国境外，实名信息为人肉获得。
5月初，马尔科·卢比奥、汤姆·科顿、本·萨斯、玛莎·布莱克本等美国共和党联邦参议员提议要求把中国驻美国大使馆3505国际广场改名为“李文亮广场”。5月30日，付雪洁微博发文反驳此议案，声明称：“文亮是一名共产党员，深爱他的祖国。他若有知，一定不会允许有人借他的名义来伤害他的祖国。”。6月12日，她在武汉市的一家医院生下一名男婴。